# Dil
Dil (hindiül: दल, urduul: دل, jelentése szív) egy 1990-es bollywoodi film  Ámir Hán, Mádhuri Díksit, Anupam Kher és Saeed Jaffrey főszereplésével. Rendezője Indra Kumar.

## Szereplők
- Ámir Hán ...  Raja
- Mádhuri Díksit ...  Madhu Mehra
- Saeed Jaffrey ...  Mr. Mehra
- Anupam Kher ...  Hazariprasad
- Shammi ...  Madhu nagyanyja
- Deven Verma ...  Ghalib rendőrfelügyelő
- Rajesh Puri ...  Pandit
- Satyendra Kapoor ...  Girdharilal (mint Satyen Kappu)
- Adi Irani ...  Shakti (mint Ajitesh)
- Ketki Dave  (mint Katki Dave)